# Балеарское море
Балеа́рское мо́ре (кат. и исп. mar Balear) — окраинное море в составе Средиземного моря на юге Европы у восточных берегов Пиренейского полуострова, отделённое от основной акватории Средиземного моря Балеарскими островами. Площадь 86 тысяч км², средняя глубина 767 м, максимальная 2132 м. Средняя температура воды на поверхности от 12 °C в феврале до 25 °C и более в августе. Солёность 36-38 ‰. Дно выстлано песками и илами. Впадают реки с Пиренейского полуострова: Эбро, Турия, Хукар и др. Интенсивное судоходство, развито рыболовство.
Наиболее крупные порты: Валенсия, Барселона, Пальма. Многочисленные курорты на островах и на побережье Пиренейского полуострова.